# Prototroctes oxyrhynchus
Il temolo della Nuova Zelanda (Prototroctes oxyrhynchus Günther, 1870), noto presso i Maori come upokororo, è una specie estinta di pesce originario della Nuova Zelanda appartenente alla famiglia dei cosiddetti «sperlani meridionali» (Retropinnidi). Il suo unico parente vivente è il temolo australiano (Prototroctes maraena), originario dell'Australia e della Tasmania. Nonostante sia stato chiamato «temolo» dai primi colonizzatori europei, non era affatto imparentato con il suo omonimo dell'emisfero boreale, appartenente addirittura ad un ordine distinto, quello dei Salmoniformi.

## Descrizione
A parte la pinna dorsale molto alta, il temolo assomigliava esternamente alla trota e raggiungeva delle dimensioni notevoli: ne furono catturati degli esemplari lunghi perfino 50 cm e con un peso di 1,4 kg. Il suo stile di vita insolito e un po' misterioso risultava anche dalla diversa colorazione dei pesci catturati. Il temolo trascorreva una buona parte dell'anno in mare e, quando veniva catturato mentre risaliva la corrente, era color argento con il dorso blu ardesia. Invece, dopo alcuni mesi passati nel fiume, il temolo della Nuova Zelanda si presentava di un bel colore marrone rossiccio, chiazzato di grigio, e la pancia quasi dorata.

## Biologia
Nessuno studioso ha mai potuto studiare il temolo della Nuova Zelanda e la maggior parte delle informazioni sulle sue abitudini di vita sono o speculazioni o deduzioni per analogia con l'altro pesce noto dello stesso genere (Prototroctes maraena), dell'Australia sud-orientale e della Tasmania. Il temolo si spostava in banchi e venne talvolta avvistato mentre «migrava risalendo la corrente in enormi banchi di pesci adulti». Lo si trovava raramente a più di 50 km dall'acqua salata e preferiva solitamente i ruscelli e i fiumi con le correnti rapide e il letto di sassi. Benché lo si catturasse spesso con gli ami, i denti e l'intestino lasciavano supporre che si cibasse principalmente di alghe e, inoltre, alcune testimonianze più contemporanee ne parlano come di un animale che mangiava di notte. I temoli neozelandesi avevano probabilmente uno stile di vita anfidromo, cioè si riproducevano in acqua dolce e gli avannotti, una volta schiusesi le uova, venivano trasportati dalla corrente verso il mare. Qui si sviluppavano nutrendosi di plancton e favevano ritorno nei luoghi di riproduzione una volta divenuti sessualmente maturi.

## Estinzione

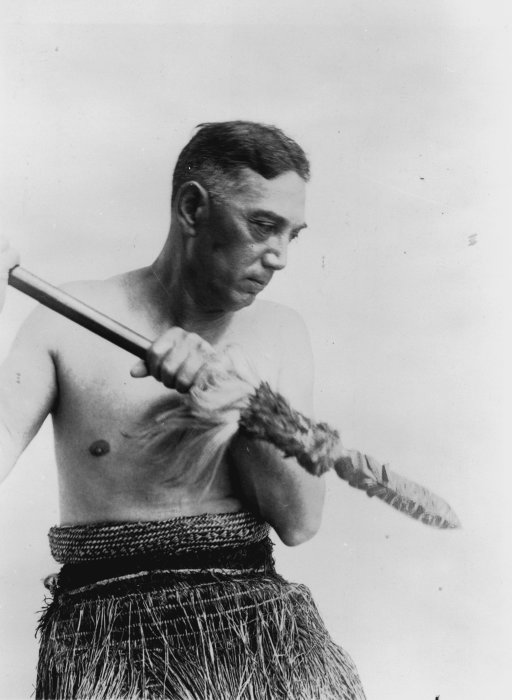
Te Rangi Hīroa catturò alcuni degli ultimi esemplari di temolo neozelandese.

Fino agli anni '60 del XIX secolo, il temolo era comune sia nell'Isola del Nord che nell'Isola del Sud. Tuttavia, a partire dal 1870, i pescatori britannici introdussero in Nuova Zelanda la trota comune e la trota iridata. Queste specie si diffusero rapidamente nei sistemi fluviali neozelandesi, scacciando il temolo dal suo habitat. Inoltre, la deforestazione degli alberi che facevano ombra lungo le acque fece sì che la luce solare colpisse con più forza la superficie dell'acqua, provocandone l'aumento della temperatura. Nel 1874, la popolazione del fiume Waikato si era già estinta. Quando nel 1904 ne fu catturato un esemplare e portato in un hotel di Opotiki, venne esibito come una grande rarità. Nel marzo 1923 il maori Te Rangi Hīroa, meglio noto con il nome di Sir Peter Buck, catturò un certo numero di temoli della Nuova Zelanda nel fiume Waiapu, nella zona più orientale dell'Isola del Nord. Nel 1930, il British Museum entrò in possesso di un esemplare di data e origine sconosciute.